# Stazione meteorologica di Lucca
La stazione meteorologica di Lucca è la stazione meteorologica di riferimento relativa alla città di Lucca.

## Coordinate geografiche
La stazione meteo si trova nell'Italia centrale, in Toscana, nel comune di Lucca, a 20,29 metri s.l.m. e alle coordinate geografiche 43°51′N 10°29′E.

## Dati climatologici 1981-2010
In base alla media trentennale di riferimento (1981-2010), la temperatura media del mese più freddo, gennaio, è di +6,5 °C; quella del mese più caldo, luglio, si attesta +24,7 °C.
Le precipitazioni medie annue fanno registrate il valore di 1.172 mm e sono distribuite mediamente in 91 giorni di pioggia; presentano un minimo relativo in estate, un picco in autunno e massimi secondari in inverno e primavera.
| Lucca (1981-2010)   | Mesi | Mesi | Mesi | Mesi | Mesi | Mesi | Mesi | Mesi | Mesi | Mesi | Mesi | Mesi | Stagioni | Stagioni | Stagioni | Stagioni | Anno  |
| Lucca (1981-2010)   | Gen  | Feb  | Mar  | Apr  | Mag  | Giu  | Lug  | Ago  | Set  | Ott  | Nov  | Dic  | Inv      | Pri      | Est      | Aut      | Anno  |
| ------------------- | ---- | ---- | ---- | ---- | ---- | ---- | ---- | ---- | ---- | ---- | ---- | ---- | -------- | -------- | -------- | -------- | ----- |
| T. max. media (°C)  | 10,6 | 12,3 | 15,9 | 19,1 | 24,1 | 27,9 | 31,2 | 31,0 | 26,5 | 21,0 | 14,6 | 10,7 | 11,2     | 19,7     | 30,0     | 20,7     | 20,4  |
| T. min. media (°C)  | 2,4  | 2,8  | 5,6  | 8,5  | 12,4 | 15,8 | 18,2 | 18,1 | 14,6 | 11,3 | 6,7  | 3,5  | 2,9      | 8,8      | 17,4     | 10,9     | 10,0  |
| Precipitazioni (mm) | 103  | 82   | 78   | 98   | 79   | 73   | 32   | 55   | 115  | 154  | 174  | 129  | 314      | 255      | 160      | 443      | 1 172 |
| Giorni di pioggia   | 9    | 7    | 8    | 10   | 7    | 6    | 3    | 4    | 7    | 9    | 11   | 10   | 26       | 25       | 13       | 27       | 91    |

## Temperature estreme mensili dal 1927 a oggi
Di seguito sono riportati i valori estremi mensili delle temperature massime e minime registrate dal 1927 in poi. In base alle suddette rilevazioni, la temperatura massima assoluta è stata registrata il 2 agosto 2017 con +41,5 °C, mentre la minima assoluta di -13,4 °C è datata gennaio 1985.
| Lucca (1927-2023)     | Mesi         | Mesi         | Mesi        | Mesi        | Mesi        | Mesi        | Mesi        | Mesi        | Mesi        | Mesi        | Mesi        | Mesi        | Stagioni | Stagioni | Stagioni | Stagioni | Anno  |
| Lucca (1927-2023)     | Gen          | Feb          | Mar         | Apr         | Mag         | Giu         | Lug         | Ago         | Set         | Ott         | Nov         | Dic         | Inv      | Pri      | Est      | Aut      | Anno  |
| --------------------- | ------------ | ------------ | ----------- | ----------- | ----------- | ----------- | ----------- | ----------- | ----------- | ----------- | ----------- | ----------- | -------- | -------- | -------- | -------- | ----- |
| T. max. assoluta (°C) | 19,3 (1932)  | 20,6 (2021)  | 26,0 (2012) | 31,1 (2012) | 35,9 (2022) | 38,2 (2002) | 39,5 (1983) | 41,5 (2017) | 35,5 (1949) | 30,6 (2011) | 24,0 (2004) | 19,1 (2003) | 20,6     | 35,9     | 41,5     | 35,5     | 41,5  |
| T. min. assoluta (°C) | −13,4 (1985) | −11,5 (1929) | −7,4 (2005) | −2,8 (2003) | 2,5 (1957)  | 7,0 (1989)  | 9,1 (1980)  | 7,5 (1989)  | 6,0 (1944)  | −0,9 (1941) | −3,0 (1955) | −8,2 (2009) | −13,4    | −7,4     | 7,0      | −3,0     | −13,4 |